# Dardanus megistos
A Dardanus megistos a felsőbbrendű rákok (Malacostraca) osztályának a tízlábú rákok (Decapoda) rendjébe, ezen belül a Diogenidae családjába tartozó faj.

## Előfordulása
A Dardanus megistos előfordulási területe az Indiai- és a Csendes-óceánok. Afrikától kezdve, a Dél-kínai-tengeren keresztül, egészen Hawaiig sokfelé megtalálható.

## Megjelenése
Ez a remeterákfaj legfeljebb 20 centiméteresre nő meg. Puha testét elpusztult csigák házaiba rejti el. A testszíne vörös. Csápjai hosszúak és fehérek.

## Képek

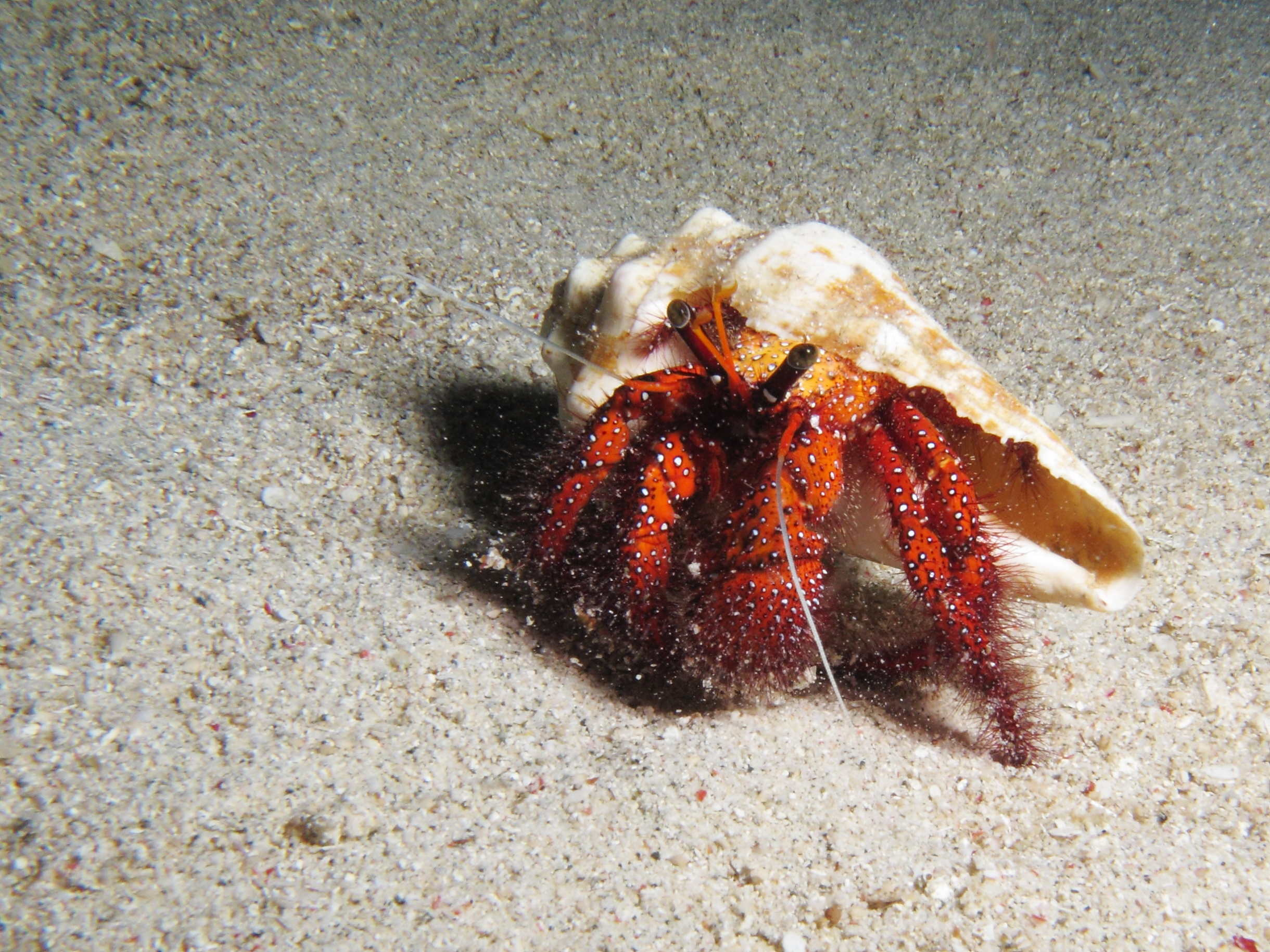
az állat
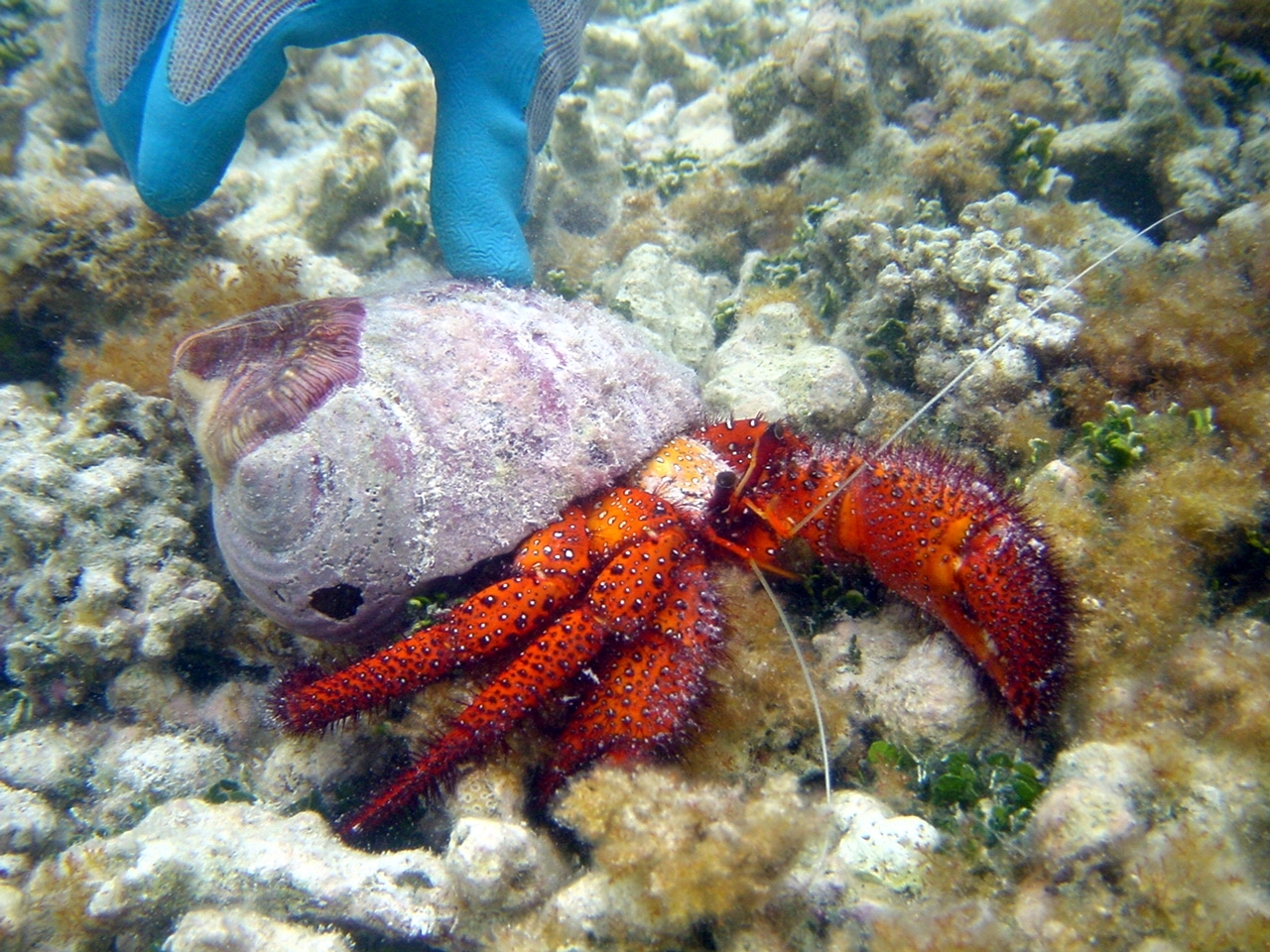
a különböző
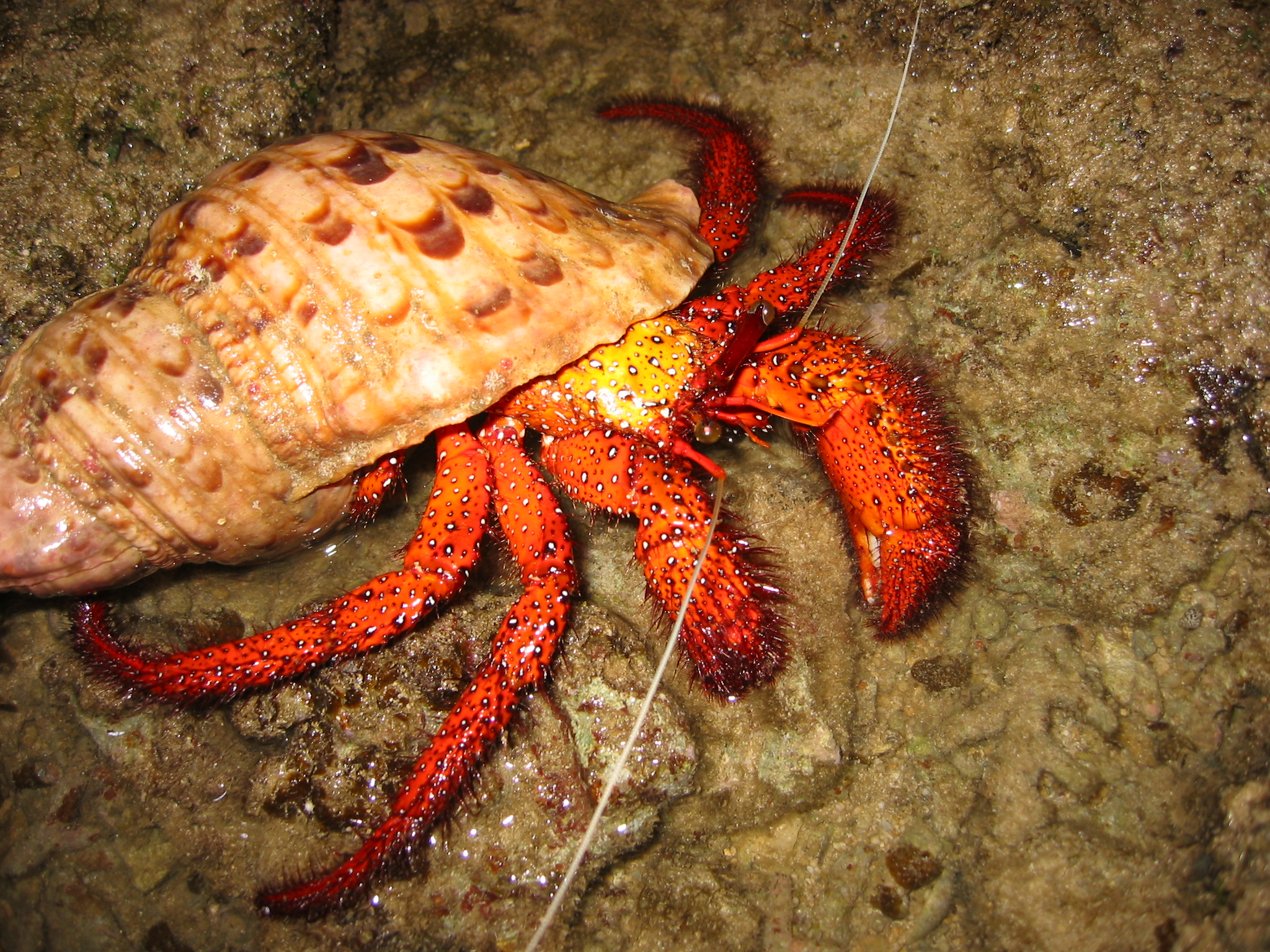
élőhelyein
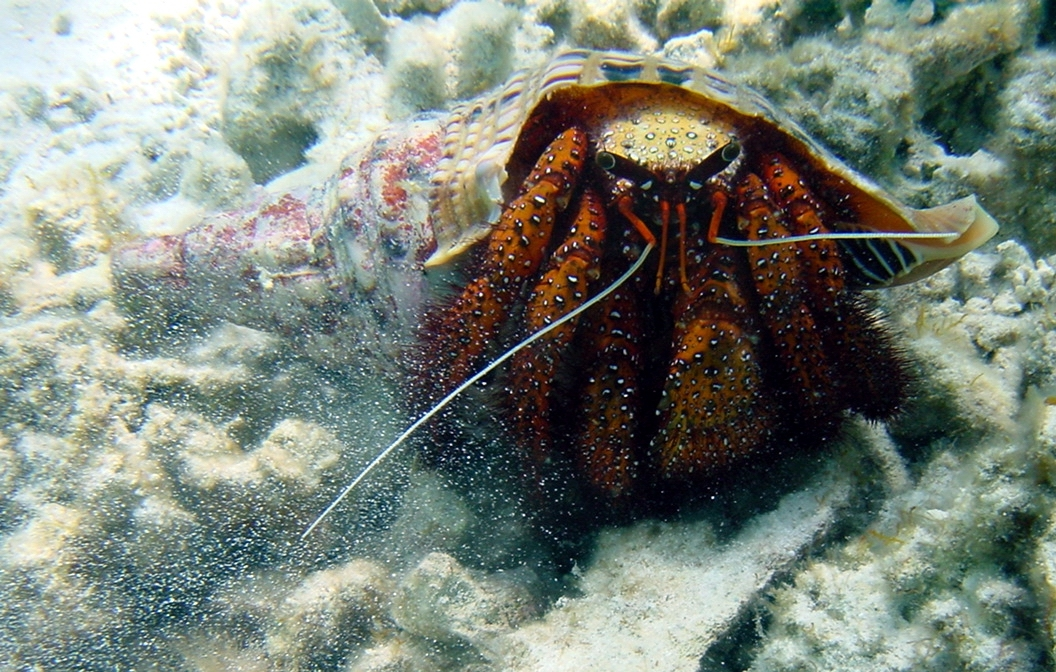
szemből
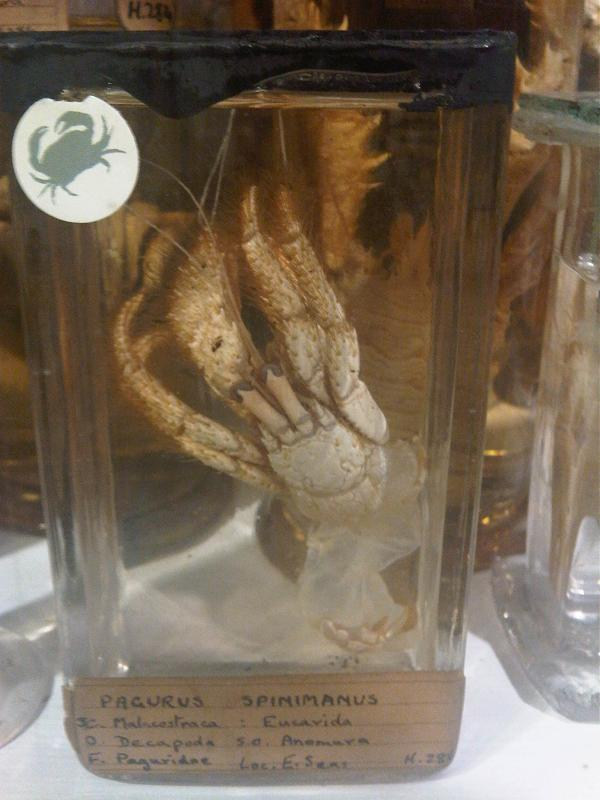
múzeumi példány

### Fordítás
- Ez a szócikk részben vagy egészben  a   Dardanus megistos című angol Wikipédia-szócikk ezen változatának fordításán alapul.  Az eredeti cikk szerkesztőit annak laptörténete sorolja fel. Ez a jelzés csupán a megfogalmazás eredetét és a szerzői jogokat jelzi, nem szolgál a cikkben szereplő információk forrásmegjelöléseként.